# 日和聡子
日和 聡子（ひわ さとこ、1974年9月27日 - ）は、日本の詩人・小説家。

## 経歴・人物
島根県邑智郡邑智町（現・美郷町）に生まれる。島根県立大田高等学校、立教大学文学部日本文学科卒業。卒論は梅崎春生論。2002年、詩集『びるま』で第7回中原中也賞を受賞。同作はもともと私家版だったが、受賞をきっかけに青土社から再刊された。その後小説も書くようになる。2006年、「尋牛図」が第32回川端康成文学賞で候補作に選ばれる。2008年、『おのごろじま』が第21回三島由紀夫賞で候補作に選ばれる。2012年、『螺法四千年記』で第34回野間文芸新人賞を受賞。2016年、詩集『砂文』で第24回萩原朔太郎賞を受賞。

## 作品リスト

### 詩集
- びるま（2001年3月 私家版 / 2002年４月 青土社）
- 唐子木（2001年3月 私家版）
- 風土記（2004年11月 紫陽社）
- 虚仮の一念（2006年7月 思潮社）
- 日和聡子詩集（2014年3月 思潮社〈現代詩文庫〉）
- 砂文（2015年10月、思潮社）

### 小説
- 火の旅（2007年2月 新潮社）
  - 【初出】『新潮』2006年5月号
- おのごろじま（2007年11月 幻戯書房）
- 瓦経（2009年3月 岩波書店〈Coffee books〉）
- 螺法四千年記（2012年7月 幻戯書房）
- 御命授天纏佐左目谷行（2014年3月 講談社）
- 校舎の静脈（2015年9月 新潮社）

#### 単行本未収録作品
- 尋牛図（『すばる』2005年8月号）
- 迷える衆生（『すばる』2005年11月号）
- 時代の証言（『すばる』2006年3月号）
- 光日（『すばる』2006年6月号）

### アンソロジー
- ナイン・ストーリーズ・オブ・ゲンジ（2008年10月 新潮社）
  - 【改題】源氏物語 九つの変奏（2011年5月 新潮文庫）